# سدرو-وولی (واشینگتن)
سدرو-وولی (به انگلیسی: Sedro-Woolley) شهری در شهرستان اسکاگیت ایالت واشنگتن است که در سرشماری سال ۲۰۱۰ میلادی، ۱۰۵۴۰ نفر جمعیت داشته است.